# Neanops
Neanops is een geslacht van kevers uit de familie van de loopkevers (Carabidae). De wetenschappelijke naam van het geslacht is voor het eerst geldig gepubliceerd in 1962 door Britton.

## Soorten
Het geslacht Neanops omvat de volgende soorten:
- Neanops caecus (Britton, 1960)
- Neanops pritchardi Valentine, 1987